# Elasmosoma michaeli
Elasmosoma michaeli is een insect dat behoort tot de orde vliesvleugeligen (Hymenoptera) en de familie van de schildwespen (Braconidae). De wetenschappelijke naam van de soort werd voor het eerst geldig gepubliceerd door Scott R. Shaw in 2007. Hij noemde de soort naar zijn zoon Michael Joseph Shaw.
De soort komt voor in het westen van de Verenigde Staten in de staten Washington, Oregon en Wyoming (waar ze is aangetroffen in Yellowstone National Park) en parasiteert op volwassen werksters van de mierensoorten Formica obscuripes en Formica obscuriventris, ondersoort F. o. clivia.